# Ollon (kroppsdel)

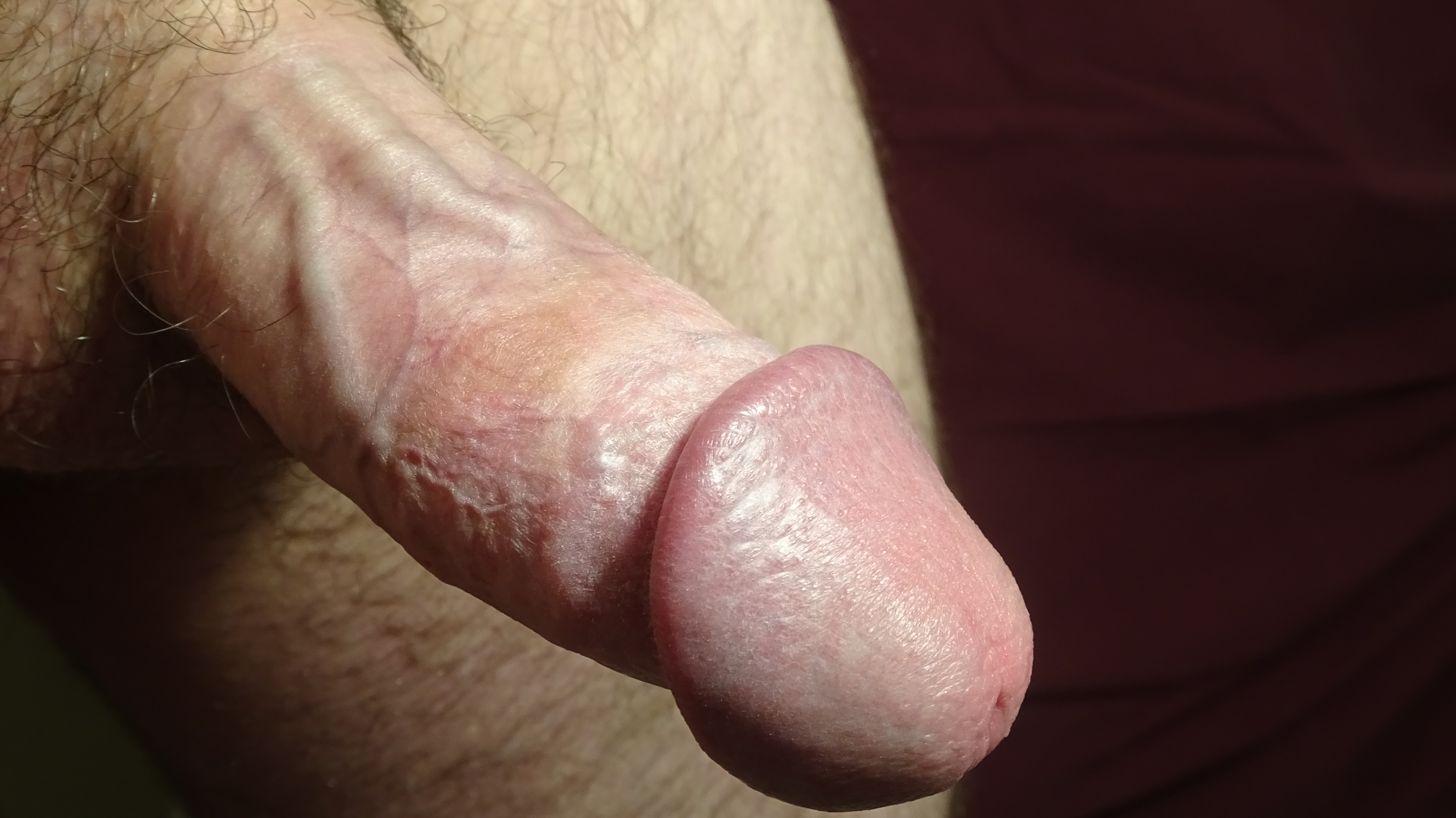
Penis med ollonet synligt.

Ollonet, eller glans, är den yttersta delen av penis. Det manliga ollonet är homologt med klitorisollon hos kvinnan. Ollonet kan ha olika form och är vanligen helt eller delvist täckt av förhuden, förutom hos de som är omskurna. På en omskuren man har förhuden avlägsnats helt eller delvis sådant att ollonet är blottlagt. Omskärelse utförs av medicinska, kulturella, religiösa och estetiska skäl.
Ollonet innehåller en mängd känselnerver som stimuleras vid beröring och som spelar stor roll för den sexuella upphetsningen hos en man. Vuxna män kan i regel dra tillbaka förhuden, hos vissa dras den tillbaka av sig själv vid erektion. På ollonet mynnar urinröret som är öppning för både sperma och urin. Området på undersidan av ollonet där förhuden fäster kallas frenulum (ollonsträng) och är ett mycket känsligt område för beröring.